# 广东旅控集团
广东省旅游控股集团有限公司（英語：Guangdong Provincial Tourism Holdings Co, Ltd），简称广东旅控集团，是2014年由广东省旅游集团、广东中旅集团、白天鹅酒店集团、广晟酒店集团重组设立的省属国有独资企业，是中国规模最大的综合性旅游企业集团之一。

## 业务

### 酒店投资及运营
- 白天鹅宾馆
- 白云宾馆
- 亚洲国际大酒店
- 华厦大酒店（广州华侨大厦）、华厦国际商务酒店
- 白云湖畔酒店
- 白云城市酒店
- 广东迎宾馆
- 广东温泉宾馆
- 广东胜利宾馆
- 北京广东大厦

### 旅行社
- 广东省中国旅行社股份有限公司（广东中旅）
- 广东省中国青年旅行社（广东青旅）
- 香港国际旅游汽车有限公司

### 商业物业
- 白天鹅地产：天鹅花苑、广州白天鹅花园、南宁新朝阳商业广场
- 白天鹅物业

### 规划设计
- 广东省城乡规划设计研究院[1]

### 景点景区
- 广州南湖游乐园
- 佛山南海湾
- 西藏林芝鲁朗国际旅游小镇
- 清远和秧合社

### 传媒
- 广东旅游出版社